# Davide Riccardi
Davide Riccardi (ur. 17 lipca 1986 we Florencji) – włoski wioślarz.

## Osiągnięcia
- Mistrzostwa świata juniorów – Ateny 2003 – ósemka – 4. miejsce[1].
- Mistrzostwa świata juniorów – Banyoles 2004 – dwójka ze sternikiem – 2. miejsce[1].
- Mistrzostwa świata U-23 – Amsterdam 2005 – czwórka bez sternika wagi lekkiej – 3. miejsce[1].
- Mistrzostwa świata U-23 – Glasgow 2007 – dwójka podwójna wagi lekkiej – 4. miejsce[1].
- Mistrzostwa świata – Poznań 2009 – ósemka wagi lekkiej – 1. miejsce[1].
- Mistrzostwa Europy – Montemor-o-Velho 2010 – ósemka wagi lekkiej – 1. miejsce[1].